# 12 Things I Forgot
12 Things I Forgot è un singolo del cantautore britannico Steven Wilson, pubblicato il 24 novembre 2020 come quarto estratto dal sesto album in studio The Future Bites.

## Descrizione
Contrariamente alle sonorità principali del disco, di stampo elettropop, il brano presenta sonorità più rock e accostate dalla critica specializzata al repertorio più accessibile di Wilson o dei suoi gruppi musicali, citando Happiness III o Lazarus.
Inizialmente distribuito digitalmente, il singolo è stato commercializzato tre giorni più tardi anche in edizione 12" con l'aggiunta dell'inedito Move Like a Fever e di un remix del precedente singolo King Ghost curato dai Tangerine Dream.

## Tracce
Testi e musiche di Steven Wilson.
Download digitale
1. 12 Things I Forgot – 4:43
2. King Ghost – 4:06
3. Eminent Sleaze – 3:53
4. Personal Shopper – 9:49

12"
- Lato A

1. 12 Things I Forgot – 4:43
2. Move Like a Fever – 6:15

- Lato B

1. King Ghost (Tangerine Dream Remix) – 9:22

## Formazione
Musicisti
- Steven Wilson – chitarra acustica ed elettrica, pianoforte, Fender Rhodes, sintetizzatore, basso, autoharp, voce
- David Kosten – programmazione
- Michael Spearman – batteria
- Blaine Harrison – voce
- Jack Flanagan – voce

Produzione
- David Kosten – produzione, registrazione
- Steven Wilson – produzione
- Marco Pasquariello – registrazione aggiuntiva
- Mo Hausler – montaggio
- Cenzo Townshed – missaggio
- Bob Ludwig – mastering